# Bourses de voyage
Bourses de voyage est un roman de Jules Verne, publié en 1903.

## Historique
Rédigé entre mai et fin août 1899, le roman paraît d'abord en édition préoriginale dans le Magasin d'éducation et de récréation du 1er janvier au 15 décembre 1903, puis est mis en vente en volume à partir du 19 novembre de la même année chez Hetzel.
C'est un des romans les plus méconnus de Jules Verne ; en 2018 n'ont été répertoriées que quatorze traductions du titre dans d'autres langues.

## Résumé
Antilian School est un collège londonien réputé, qui accueille exclusivement les jeunes gens natifs des Antilles. Neuf de ses pensionnaires viennent de se voir attribuer des bourses de voyage, offertes par une riche propriétaire de la Barbade, mistress Seymour.
Harry Markel — ex-capitaine au long cours devenu pirate — vient d'être capturé et transféré en Angleterre ; il s'évade avec ses complices et s'empare de l’Alert, un trois-mâts en partance, après avoir massacré le capitaine et l'équipage. Or, c'est précisément sur ce navire que viennent s'embarquer les lauréats, accompagnés de leur mentor Horatio Patterson, l'économe de l'école.
La longue traversée de l'Atlantique commence et Markel, qui a pris l'identité de l'officier assassiné, se prépare à égorger ses passagers. Mais il apprend que ceux-ci doivent recevoir une importante somme d'argent des mains de leur bienfaitrice, à leur arrivée à la Barbade. Par cupidité, il se résigne à épargner provisoirement les collégiens.
D'escales en escales, ceux-ci vont visiter les îles où ils sont nés, recevant un accueil chaleureux de leurs parents et de leurs amis. Le voyage dans l'archipel est un enchantement, mais il risque de se terminer tragiquement. En effet, lorsque Markel acquiert la certitude que les jeunes gens sont en possession de la récompense offerte par mistress Seymour, il s'apprête à commettre son forfait.
Un marin nommé Will Mitz, qui a pris place à bord de l’Alert sur recommandation de mistress Seymour, surprend le projet criminel du faux capitaine. Profitant de la nuit, il tente une évasion avec les collégiens, mais échoue ; il prend alors le commandement du navire après avoir enfermé les pirates. Ces derniers connaîtront une fin horrible, ayant involontairement provoqué un incendie qui fera sombrer le bâtiment.
Mitz et ses protégés parviendront à s'échapper dans le canot du bord et vivront des moments difficiles avant d'être recueillis par un steamer et rapatriés en Grande-Bretagne. Les pensionnaires retrouveront alors leur école pour une nouvelle année studieuse, après ce voyage aussi passionnant que mouvementé.